# Anne Askew
Anne Askew (även stavat Anne Ayscough) född 1521, död 16 juli 1546, var en engelsk poet och reformert som dömdes för kätteri. Hon är den enda kvinnan som man vet ska ha blivit torterad i Towern i London innan hon brändes på bål.

## Biografi
Anne Askews äldsta syster Martha Askew blev tvingad av sin far, sir William Askew, att vid femton års ålder gifta sig med Thomas Kyme av Friskney. Efter Marthas död tvingades den 15-åriga Askew 1536 att gifta sig med Kyme i systerns ställe. Kyme var en starkt troende katolik, medan Askew bekände sig till zwinglianismen. De fick åtminstone ett barn tillsammans, William Kyme, men äktenskapet var olyckligt. På grund av sina skilda trosinriktningar hade de sina dispyter, vilket drev paret isär. Trots giftermålet och barn vägrade Askew exempelvis att kalla sig för Kyme, och behöll istället sitt flicknamn Askew. 
Det finns två teorier om vad som hände då Askew slutligen bröt upp från sitt äktenskap; den första berättar att Askew tog mod till sig och lånade pengar av en av sina bröder för att lämna sin man och åka till London tillsammans med en kammarjungfru. Där ägnade Askew sig bland annat åt att ge predikningar mot den katolska läran om transsubstantiation samt att distribuerade protestantiska böcker. Det ledde till att hon blev arresterad. Efter att för första gången ha suttit i Towern beordrades hon att återvända till Kyme, men Askew vägrade och skyllde på att han var "icke-troende". Enligt den andra teorin vägrade maken Thomas lyssna på hennes utläggningar om den protestantiska läran och slängde ut henne ur huset. Han blev sedan beordrad att föra henne tillbaka till hemmet i Lincolnshire efter att hon hade blivit arresterad i London.
Under denna tid stod Askew i kontakt med kretsen kring drottningen Katarina Parr som även hon var protestant. Askews senare tortyr antas ha varit riktad till att få fram en bekännelse om drottningens tro. Denna ska ha skickat mat och varma kläder till Askew då hon satt i den kalla fängelsehålan i Towern.

### Tortyr och avrättning
Efter att ha återvänt till London och fortsatt sina predikningar blev Askew i juni 1545 åter arresterad under anklagelse av kätteri. Efter rättegång beordrades Anthony Kingston, konstapeln av Towern, att tortera henne för att tvinga fram namngivning av andra med liknande trosuppfattning. Efter ett tag vägrade dock Kingston att fortsätta tortyren och bad om nåd hos kungen för både sin egen och Askews vägnar. Kingstons begäran accepterades, men kungen satte inte stopp för tortyren av Askew. Istället för Kingston blev det [lordkansler Thomas Wriothesley och kansler Richard Rich som övertog tortyren.
I ett av sina förhör hade hon sagt: 
"I have read that God made man; but that man can make God, I never yet read, nor I suppose I ever shall." ("Jag har läst att Gud skapade människan, men att människan kan skapa Gud, har jag aldrig läst, och jag antar att jag aldrig skall.")
Enligt Askew själv blev hon endast torterad en gång i Towern på en sträckbänk. Hon fick inte se en annan persons tortyr före sin egen, vilket var ett vanligt försök att skrämma personen ifråga till ett bekännande eller liknande utan tortyrproceduren, eftersom det ansågs otänkbart att en kvinna skulle se en naken man.
När hon senare fördes till det nedre rummet i tortyrkammaren blev hon åter utfrågad om hon ville namnge några andra protestanter, men Askew vägrade.
När Askew inte uppgav några namn alls blev hon ombedd att ta av sig alla kläder utom linnet och lägga sig på sträckbänken. Hon låg alldeles stilla medan bödlarna spände fast hennes hand- och fotleder. Hon blev återigen ombedd att ge dem namn på andra protestanter, men teg.
Askew sträcktes sakta ut på sträckbänken tills hon var upphöjd 12,70 centimeter över sängen innan hon långsamt släpptes ner. Detta upprepades två gånger innan proceduren avbröts för klagomål hos kungen. Klagomålen accepterades inte, så torterarna lämnade kammaren och Wriothesley och Rich fick ta över tortyren av Askew. Askew berättade själv att hon svimmade av smärta under sträckningen. Wriothesley och Rich bestämde sig för att sätta på en spärrhake som var till för mer uthålliga fångar, vilken förhindrade sträckbänken från att slacka mellan varven och gjorde det hela mer smärtsamt. Det sägs att Askews skrik från utsträckningen var så smärtsamma att lyssna till att löjtnantens hustru och dotter tvingades inomhus. Askew gav dock inte ifrån sig ett enda namn och fick till sist föras tillbaka till sin cell.
När Askew sedan skulle brännas på bål fick hon bäras dit då hennes kropp var så utsliten efter tortyren att hon inte kunde gå. Åskådarna sägs ha beundrat hennes mod ända in i slutet då hon höll huvudet högt och inte gav ifrån sig ett skrik förrän lågorna nådde brösthöjd.

## Eftermäle
Förutom att ha torterats i Towern är hon även känd för sina texter, då hon skrev mycket under sin fångenskap. Temat i texterna hade ofta religiöst innehåll. Hon skrev bland annat mycket om det hårda livet med inslag av sina starka religiösa åsikter.
Balladen Anne Askew skrev och sjöng när hon var i Newgate (fängelset i London som Askew blev sänt till för sin tro) följer nedan.
På den tiden fanns det inget bestämt skrivsätt, utan man skrev så som man uttalade det. Därav kan texten vara svårtydbar.
Lyke as the armed knyght
Appoynted to the fielde 
With thys world wyll I fyght
And fayth shall be my shielde.
Faythe is that weapon stronge 
Whych wyll not fayle at nede 
My foes therfor amonge 
Therwith wyll I procede.
As it is had in strengthe 
And force of Christes waye 
It wyll prevayle at lengthe 
Though all the devyls saye naye. 
Faythe in the fathers olde 
Obtayned ryghtwysnesse 
Whych make me verye bolde 
To feare no worldes dystresse.
I now rejoyce in hart 
And hope byd me do so 
For Christ wyll take my part
And ease me of my wo. 
Thu sayst lorde, who so knocke 
To them wylt thu attende 
Undo therfor the locke 
And thy stronge power sende.
More enmyes now I have 
Than heeres upon my heed 
Lete them not me deprave 
But fyght thu in my steed.
On the my care I cast 
For all their cruell spyght 
I sett not by their hast 
For thu art my delyght. 
I am not she that lyst 
My anker to lete fall 
For everye dryslynge myst 
My shyppe substancyall. 
Not oft use I to wryght 
In prose nor yet in ryme 
Yet wyll I shewe one syght 
That I sawe in my tyme. 
I sawe a ryall trone 
Where Justyce should have sytt 
But in her stede was one 
Of modye cruell wytt. 
Absorpt was rygtwysnesse 
As of the ragynge floude 
Sathan in hys excesse 
Sucte up the gyltelesse bloude. 
Then thought I, Jesus lorde 
Whan thu shalt judge us all 
Harde is it to recorde 
On these men what wyll fall. 
Yet lorde I the desyre 
For that they do to me 
Lete them not tast the hyre 
Of their inyquyte.
Nedan följer den berömda text Anne skrev om sin dom;
"They said to me there that I was a heretic, and condemned by the law if I would stand in my opinion. I answered that I was no heretic, neither yet deserved I any death by the law of God. But as concerning the faith which I uttered and wrote to the council, I would not, I said, deny it, because I knew it true. Then they would needs know if I would deny the sacrament to be Christ's body and blood. I said, "Yea, for the same son of God that was born of the Virgin Mary, is now glorious in heaven, and will come again from thence at the latter day, like as he went up (Acts 1). And as for that ye call your God, is but a piece of bread. For a more proof of thereof (mark it when ye list) yet it lie in the box but three months, and it will be mould and so turn to nothing that is good. Whereupon I am persuaded that it cannot be good."